# Malthodes kotejai
Malthodes kotejai (лат.) — ископаемый вид жуков-мягкотелок рода Malthodes. Обнаружены в янтаре Европы (Польша, Балтийский янтарь, возраст около 35 млн лет). Мелкие жуки, длина тела 3,4 мм (коричневого цвета; пронотум почти жёлтый, голова тёмно-коричневая), надкрылья длиной 1,37 мм. Вид был впервые описан в 2005 году польскими энтомологами А. Кушкой (Antoni Kuśka, 1940—2010; Department of Biological Sciences, Academy of Physical Education Katowice, Катовице, Польша) и Януш Куприянович (Janusz Kupryjanowicz; Institute of Biology, Белосток).